# Версальский договор (1768)
Верса́льский догово́р — договор между Генуэзской республикой и Францией, заключённый 15 мая 1768 года.
По данному договору, подписанному с генуэзской стороны полномочным представителем Агостино Паоло Доменико Сорбой, а с французской — министром, герцогом Этьеном-Франсуа де Шуазёлем, Генуя предоставляла Корсику в качестве залога уплаты своего долга в размере около двух миллионов генуэзских лир королю Франции Людовику XV, направившего свои войска на Корсику для подавления вспыхнувшего там восстания.
Фактически же договор залога представлял собой замаскированный договор продажи — Генуя в то время уже находилась в состоянии банкротства и не могла отвечать по своим долгам; но даже и в крайне маловероятном случае погашения долга у итальянской портовой республики не было бы никаких возможностей удержать под контролем восставшее население Корсики.
Вплоть до Великой французской революции Корсика входила в состав «личного владения» королей Франции.

## История
Корсика находилась под контролем Генуи с 1284 года. В XVIII веке корсиканцы начали искать независимость. Немецкий путешественник Теодор фон Нойхоф на короткий период стал королём Корсики в 1736 году, поддерживаемый Республикой Нидерландов и Великобританией, которая уже владела Меноркой и Гибралтаром в Средиземном море. В 1755 году была создана Корсиканская республика под руководством Паскаля Паули, и в 1764 году Генуя попросила Францию выслать войска. Франция заняла корсиканские гавани и укрепления, чтобы как контролировать беспокойное население, так и не допустить попадания Корсики во владение Великобритании.
Согласно Версальскому договору у Генуи не оставалось выбора, кроме как отдать Франции Корсику, чтобы расплатиться с долгами. Генуя, находившаяся в упадке, не смогла бы выплатить долг другими путями, как и не смогла бы подавить корсиканское восстание.